# Damnacanthus major
Damnacanthus major är en måreväxtart som beskrevs av Philipp Franz von Siebold och Joseph Gerhard Zuccarini. Damnacanthus major ingår i släktet Damnacanthus och familjen måreväxter. Inga underarter finns listade i Catalogue of Life.